# ヴァルハラ神殿

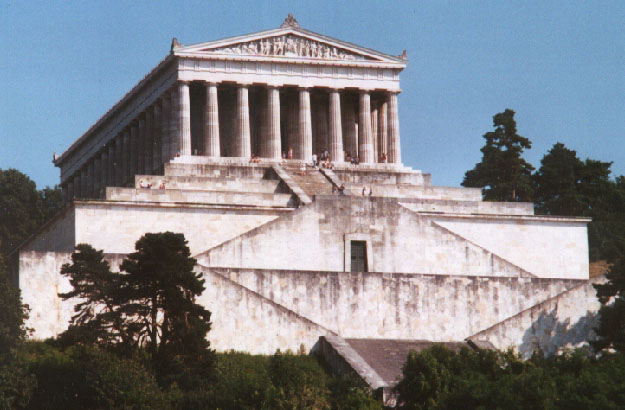
ドナウ川から見たヴァルハラ神殿

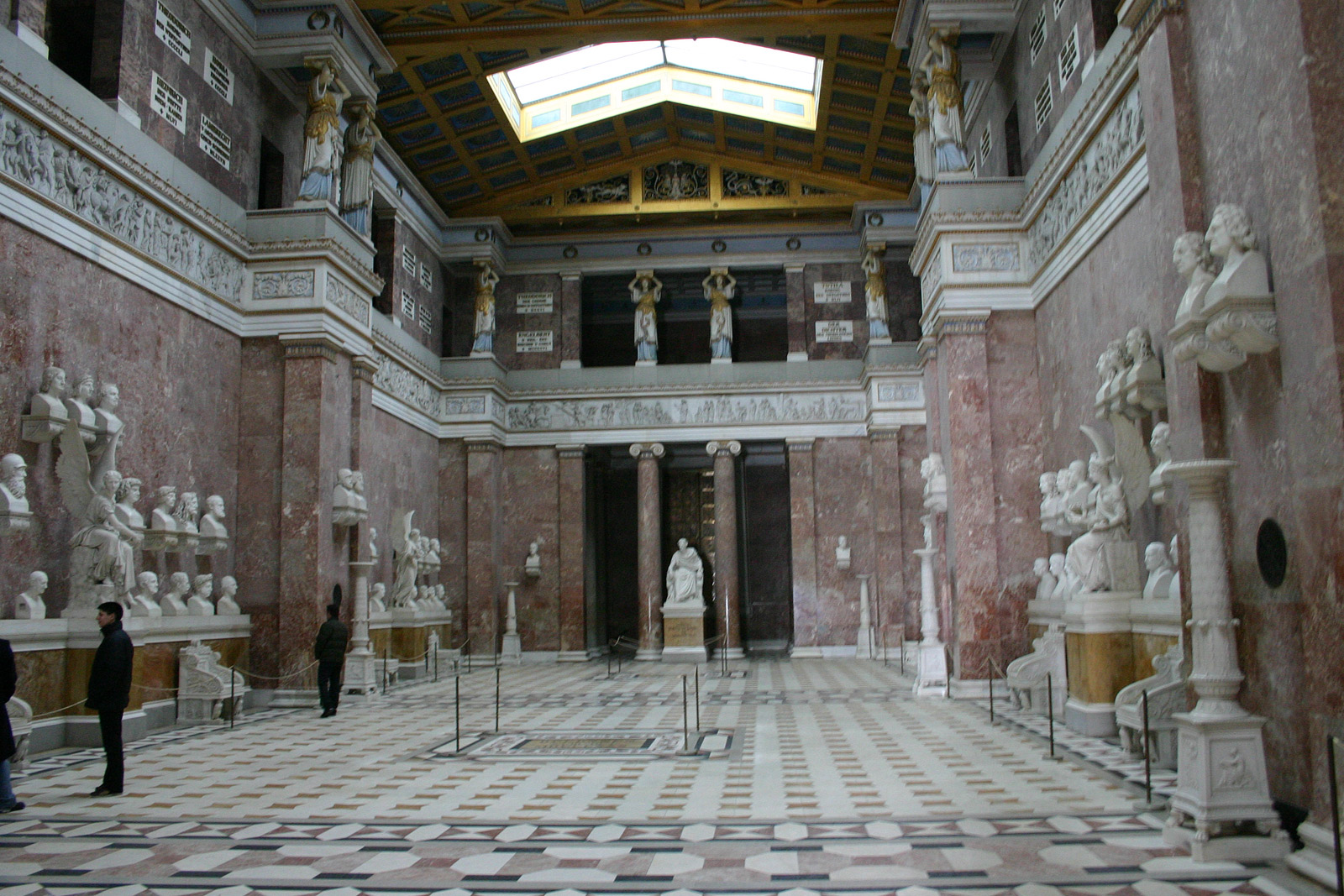
大広間

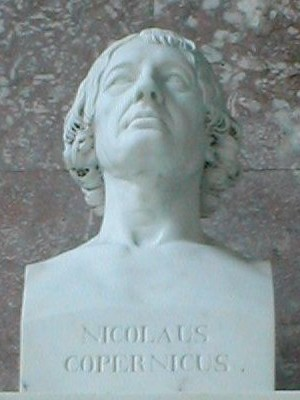
ニコラウス・コペルニクスの胸像。ヨハン・ゴットフリート・シャドウ作。1807年

ヴァルハラ神殿（ヴァルハラしんでん、Walhalla）は、「賞賛に値する著名なドイツ人」の殿堂である。ドイツ語を母語とするドイツ史上の有名人、すなわち政治家、支配者、科学者、芸術家などを祭った、バイエルン州レーゲンスブルクの東のドナウ川岸の丘にある新古典主義の建築物である。1807年、バイエルン王国の皇太子だったルートヴィヒ1世が構想し、建築家レオ・フォン・クレンツェが1830年から1842年に建設した。ヴァルハラ神殿はドイツの著名人について65枚の銘板と130体の胸像を収めており、2000年間のドイツの歴史を網羅している。祭られている最古の人物は、紀元9年にトイトブルク森の戦いに勝利したアルミニウスである。

## 歴史
1806年、ナポレオン・ボナパルトのフランス第一帝政によってライン川と北海に沿ったドイツの地域が併合され、ライン同盟を結成したドイツ諸侯はナポレオン側についた。結果として皇帝フランツ2世は神聖ローマ帝国を正式に解体し、自身はオーストリア皇帝となった。第四次対仏大同盟とナポレオン側との戦いでドイツは両陣営に分かれて戦い、再びナポレオンが勝利した。
1807年、新たにナポレオンに重用されるようになったバイエルン王国の20歳の皇太子ルートヴィヒ1世は、全ドイツ民族にドイツの偉人たちと歴史の共有財産を思い出させたいという思いを抱いていた。彼は何人かの彫刻家に彼が選んだ著名人の胸像を彫らせた。1807年に最初に完成した胸像の1つがヨハン・ゴットフリート・シャドウが制作したニコラウス・コペルニクスの胸像である。さらに助言を得るため、1808年にはスイスの歴史家ヨハネス・フォン・ミュラーに接触した。
ルートヴィヒ1世が1825年に戴冠式を終えて王となったころには、60体の胸像が既に完成していた。1826年、彼はレーゲンスブルク近くのドナウ川沿いの丘にアテネのパルテノン神殿を模した神殿の建設を依頼した。南側のペディメントには1815年のドイツ連邦結成を描いたフリーズ、北側にはトイトブルク森の戦いを描いたフリーズがある。
1842年10月18日のヴァルハラ神殿落成時点で、96体の胸像と胸像を彫るための肖像資料のない人物や出来事を記した64枚の銘板が収められていた。「ドイツ語を話す」人物であることが選定基準だったため、現在のスウェーデン、オーストリア、チェコ、ポーランド、イギリス、オランダ、ロシア、スイス、バルト三国の出身者やそれらの国々で活躍した人も含まれている。
北欧神話のヴァルハラが戦士の魂の館だったのに対して、ルートヴィヒのヴァルハラ神殿は戦士だけでなく科学者・著作家・聖職者も含め、特に男女の別なく祭っている。1871年にドイツ帝国が成立する数十年前、「ドイツ人」とはゲルマン人と同義であったため、ゴート族、ランゴバルド人、アングロ・サクソン人、オランダ人、スイス系ドイツ人なども含まれ、ドイツ以外の地で活躍した人物も含まれている。
その後、バイエルン州政府がさらに胸像などを追加することを決定した。誰でも推薦できるが、死後20年以上経たないと選定されない（1912年にこの規則が設定された）。以降、31体の胸像が追加されている。追加ペースは不規則で、現在は191人が祭られており、うち12人が女性である。

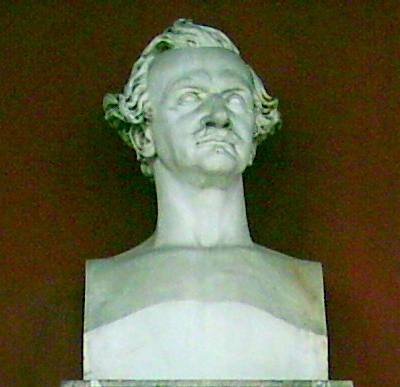
ミュンヘンのルーメスハレにあるルートヴィヒ1世の胸像

1853年、ミュンヘンにバイエルン人専用の殿堂ルーメスハレが建設された。こちらに祭られた9人は、後にヴァルハラ神殿にも祭られた。そのため、ルーメスハレにあった胸像は第二次世界大戦中の1944年に破壊されたが、再建されなかった。その代わりに彼らの名を記した銘板で、胸像がヴァルハラ神殿にあることを告知している。さらにルートヴィヒ1世は解放記念堂などのモニュメントも建設させ、自身もヴァルハラとルーメスハレの両方に祭られている。

## 人物一覧

### 記念銘板
銘板は、彫刻家が参考にできる肖像や外見についての記述がない人物（または出来事）について造られた。時代的には紀元前17年生まれのアルミニウス (Hermann der Cherusker) から1542年に亡くなった時計職人ピーター・ヘンラインまでである。2003年、ナチス・ドイツに抵抗した多数のレジスタンスについての銘板が追加された。
1. アラリック1世 - 西ゴート族の王
2. アルベルトゥス・マグヌス - 神学者、哲学者
3. アルボイーノ - ランゴバルド族の王
4. アルフレッド大王 - ウェセックス王
5. アルクィン - カール大帝の教会制度と教育制度の相談役
6. アルヌルフ - 東フランク王
7. バイエルン公アルヌルフ - アルヌルフ悪公。防衛のため教会の財産を没収した。
8. アタウルフ - 西ゴート族の王
9. ベーダ・ヴェネラビリス - 聖職者、学者
10. ベルンウァード（英語版） - ヒルデスハイム司教
11. 聖ボニファティウス - ドイツの守護聖人
12. アドリアン・フォン・ブーベンベルク（en） - スイスの騎士、将軍
13. クローヴィス1世 - フランク王国の王
14. ガイウス・ユリウス・キウィリス (* 25) - 紀元69年にローマに侵攻したゲルマン軍のリーダー
15. エグバート (770–839) - イングランドを初めて統一。アルフレッド大王の祖父
16. アインハルト - 歴史家
17. エルジェーベト - ハンガリー王女、聖女
18. エンメラム・フォン・レーゲンスブルク（en） - 聖人
19. ケルン大司教エンゲルベルト1世（en） - 聖人
20. フリティゲルン (en) - 西ゴート族の指導者
21. フリードリヒ3世 - オーストリア公、ローマ王
22. ガイセリック - ヴァンダルとアランの王
23. ゲルハルト・フォン・ライル（ドイツ語版） - ケルン大聖堂を建設した建築家
24. ピーター・ヘンライン - 時計職人
25. ハインリヒ3世 - 神聖ローマ皇帝
26. ヘンギスト（en） - 5世紀にイングランドに侵入したゲルマン人リーダー
27. ケルン大司教ヘリベルト（en） - ケルン大司教、オットー3世に仕えた
28. エルマナリク - 東ゴート人の王
29. アルミニウス - トイトブルク森の戦いの勝者
30. ヘルマン・フォン・ザルツァ - ドイツ騎士団修道会の第4代総長
31. ヒルデガルト・フォン・ビンゲン - 女子修道院長、神秘家、著作家、作曲家
32. ホルサ（en） - 5世紀にイングランドに侵入したゲルマン人リーダー（ヘンギストの兄弟）
33. ロスヴィータ - 10世紀の修道女。ラテン語詩人、劇作家
34. カール・マルテル - トゥール・ポワティエ間の戦いでイスラム軍を打ち破った。
35. カール大帝 - フランク王国の王
36. ランブレヒト・フォン・アシャッフェンブルク（ランペルト・フォン・ヘルスフェルト、en） - 11世紀ドイツの歴史家
37. レオポルト6世 - オーストリア公
38. マルボドゥウス - マルコマンニ族の王
39. リンゲルハイムのマティルデ - 聖人
40. 『ニーベルンゲンの歌』の作者
41. オドアケル - ゲルマン人リーダー。西ローマ帝国を滅ぼした。
42. オットー2世 - バイエルン公
43. オットー・フォン・バンベルク（en） - 中世のドイツ人司教で、ポメラニアの多くをキリスト教に改宗させた。
44. フライジング司教オットー - 司教、著作家
45. オットー1世 - バイエルン公
46. ピピン2世 - フランク王国の宮宰
47. ピピン3世 - フランク王国の宮宰
48. ラバヌス・マウルス - ベネディクト会修道士、マインツ大司教
49. 「リュトリの誓い（英語版）」の三人の男  - スイス建国。リュトリの誓い
50. テオデリンダ - ランゴバルドの女王
51. テオドリック1世 - 西ゴート王国の王
52. テオドリック大王 - 東ゴート王国の王

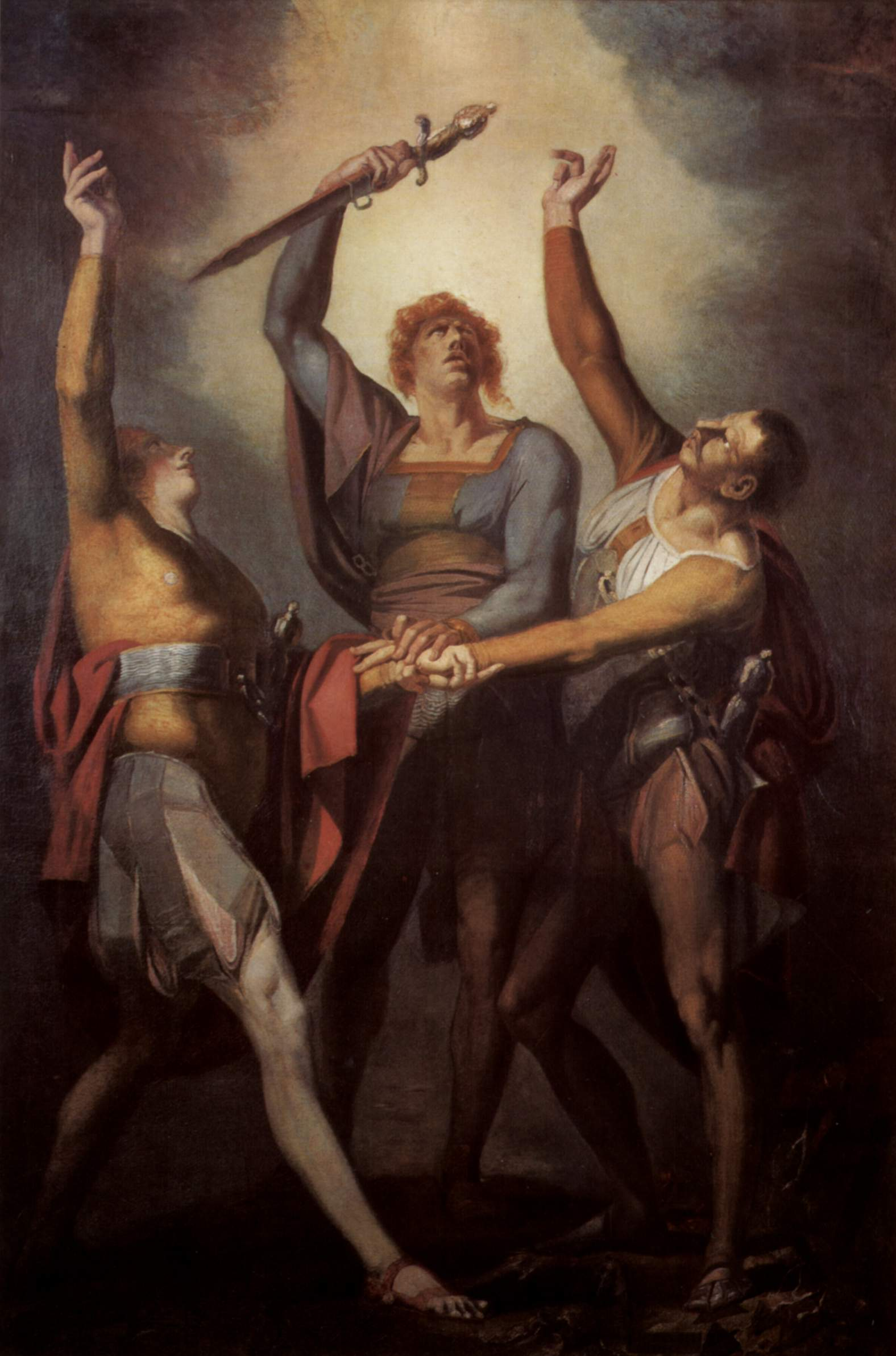
リュトリの誓い

53. アルノルト・ツム・トゥルム（Arnold zum Turm）
54. トーティラ - 東ゴート王国の王
55. ウルフィラ - ゴート族司教、宣教師、翻訳者
56. ウェレダ - ブルクテリ族の巫女
57. ヴァルター・フォン・デア・フォーゲルヴァイデ - 中高ドイツ語抒情詩の詩人
58. ブルノ・フォン・ヴァーレンドルプ（Bruno von Warendorp） - リューベック市長
59. パウルス・ディアコヌス - 歴史家、作家、詩人
60. ヴィルヘルム・フォン・ケルン（en）
61. 聖ウィリブロルド - ノーサンブリアの伝道者
62. アーノルト・フォン・ヴィンカルリート（英語版） - スイスの英雄
63. ヴィドゥキント - ザクセン公。ザクセン戦争でカール大帝と敵対
64. ヴォルフラム・フォン・エッシェンバッハ - ミンネザングの騎士、叙事詩詩人
65. ヴィーダーシュタント（Widerstand） - ナチス・ドイツに抵抗したドイツ人レジスタンス。2003年追加

### 胸像

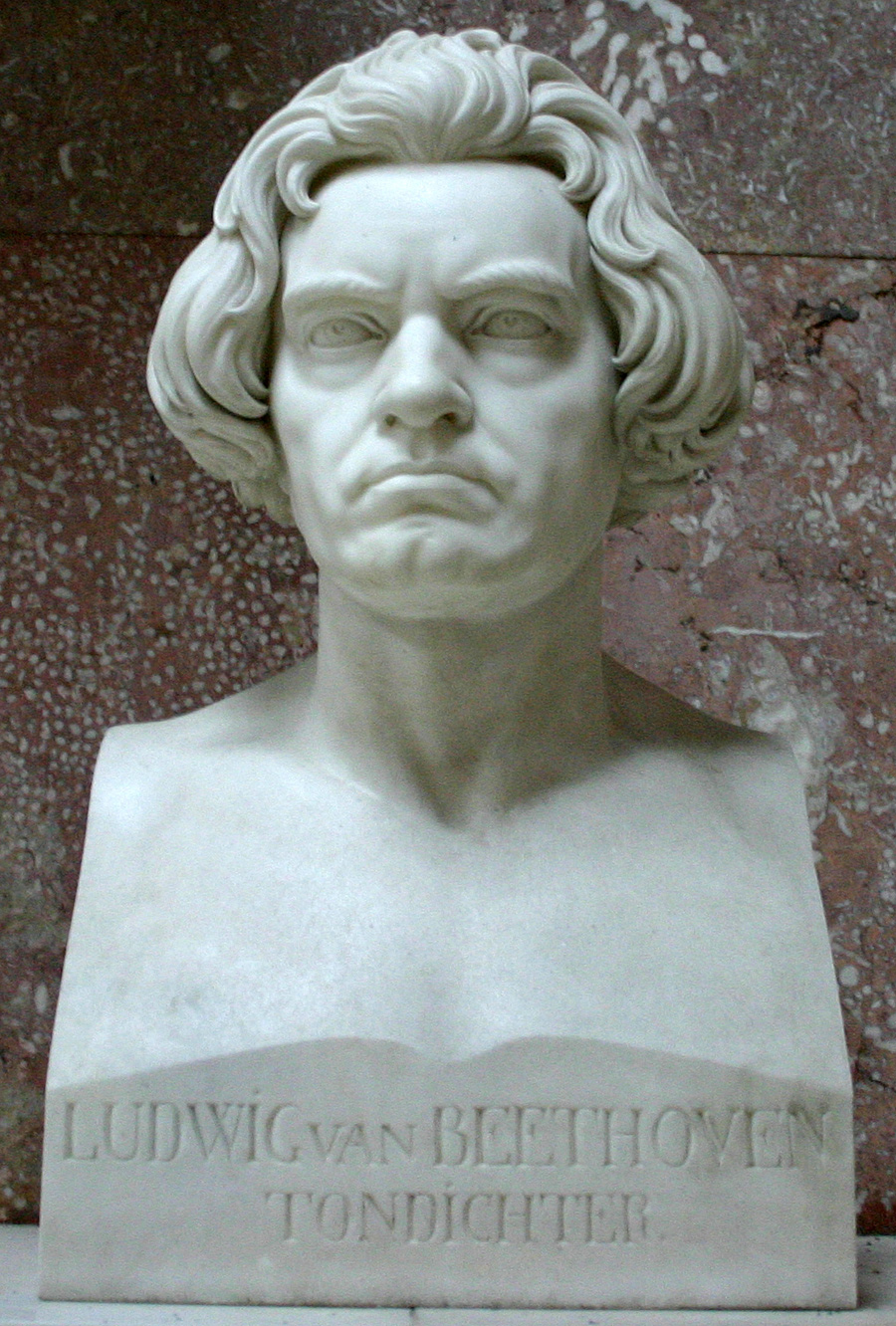
ルートヴィヒ・ヴァン・ベートーヴェン、
Tondichter（作曲家）

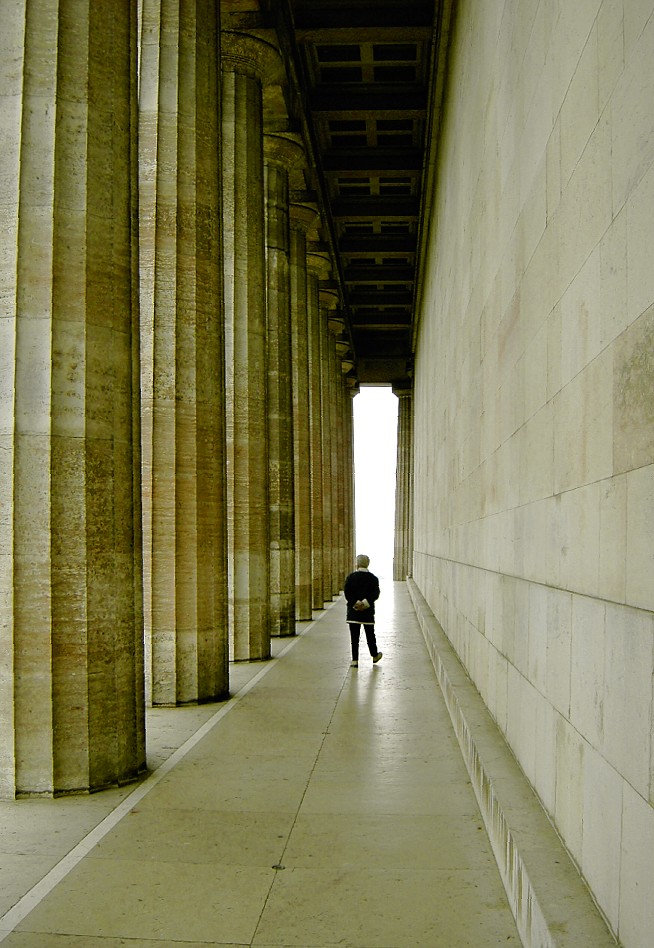
ヴァルハラ神殿のコロネード

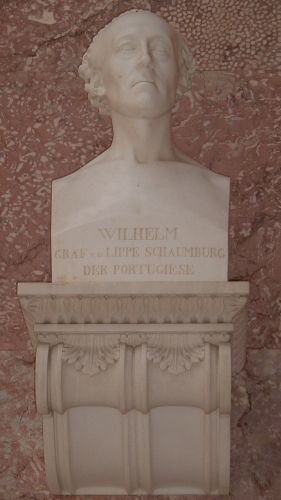
シャウムブルク＝リッペ伯ウィルヘルム

胸像は、各人の亡くなった日付順に並んでおり、元々は876年生まれのハインリヒ1世から1832年に亡くなったゲーテまでが並んでいる。

#### 当初からの胸像（1847年以前）
1. アマーリエ・エリーザベト・フォン・ハーナウ＝ミュンツェンベルク（ドイツ語版） – 三十年戦争時のヘッセン＝カッセル方伯（女伯爵）
2. アウグスト2世 – ザクセン選帝侯、ポーランド王
3. ミハイル・バルクライ・ド・トーリ – ロシアの陸軍元帥。スコットランドのバルト・ドイツ人の家系
4. ルートヴィヒ・ヴァン・ベートーヴェン – 作曲家
5. ベルンハルト・フォン・ザクセン＝ヴァイマル – 三十年戦争時の将軍
6. ゲプハルト・レベレヒト・フォン・ブリュッヘル – プロイセンの元帥
7. ヘルマン・ブールハーフェ – オランダの医師
8. ゴットフリート・アウグスト・ビュルガー（英語版） – 詩人
9. クリストフ – ヴュルテンベルク公
10. ヨハン・フォン・ダルベルク（英語版） – ヴォルムス司教
11. ハンス・カール・フォン・ディービッチュ – ロシアの陸軍元帥。シレジア生まれ
12. アルブレヒト・デューラー –  版画家、画家
13. アンソニー・ヴァン・ダイク – フランドルの画家、銅版画家
14. エーバーハルト1世 – ヴュルテンベルク公
15. ユリウス・エヒター・フォン・メスペルブルン（英語版） – ヴュルツブルクの司教領主
16. ヨーゼフ・フォン・アイヒェンドルフ – 詩人
17. デジデリウス・エラスムス – 人文主義者
18. エルンスト1世 - 三十年戦争時のザクセン＝ゴータ公国とザクセン＝アルテンブルク公国の公爵
19. ヤン・ファン・エイク – フランドルの画家
20. カール・ヴィルヘルム・フェルディナント – プロイセンの元帥
21. フリードリヒ1世 – プファルツ選帝侯
22. フリードリヒ1世 - 神聖ローマ皇帝
23. フリードリヒ2世 – 神聖ローマ皇帝
24. フリードリヒ2世 – 「フリードリヒ大王」、プロイセン王
25. フリードリヒ・ヴィルヘルム – 「大選帝侯」、ブランデンブルク選帝侯
26. ゲオルク・フォン・フルンツベルク – 騎士、ランツクネヒトのリーダー
27. ヤコブ・フッガー（英語版） – 大富豪、アウクスブルクの商人
28. エルンスト・ギデオン・フォン・ラウドン – リヴォニア出身でオーストリアの陸軍元帥
29. クリストフ・ヴィリバルト・グルック – 作曲家
30. ヨハン・ヴォルフガング・フォン・ゲーテ – 詩人、博学者
31. ヨハン・ヨーゼフ・フォン・ゲレス（en） – 著作家
32. フーゴー・グローティウス – オランダの法学者
33. オットー・フォン・ゲーリケ – 科学者、発明家
34. ヨハネス・グーテンベルク – 活版印刷の発明者
35. アルブレヒト・フォン・ハラー – スイスの解剖学者、生理学者
36. ハンス・フォン・ハッリウィル（Hans von Hallwyl） – ムルテンの戦いでのスイス側指揮官
37. ゲオルク・フリードリヒ・ヘンデル – バロック音楽の作曲家
38. フランツ・ヨーゼフ・ハイドン – オーストリアの古典派音楽の作曲家
39. ハインリヒ3世 – ザクセン公、バイエルン公
40. ハインリヒ1世 – ザクセン公、東フランク王
41. ウィルヘルム・ハインゼ（英語版） - 作家
42. ベルトルト・フォン・ヘンネベルク（英語版） – マインツ大司教・選帝侯
43. ヨハン・ゴットフリート・ヘルダー – 詩人、評論家、神学者
44. ウィリアム・ハーシェル – 天文学者、作曲家
45. ハンス・ホルバイン – 画家
46. ウルリヒ・フォン・フッテン – 騎士、人文主義者
47. フリードリッヒ・ルートヴィヒ・ヤーン（英語版） – ドイツにおける体操の父
48. イマヌエル・カント – 哲学者
49. カール・フォン・エスターライヒ＝テシェン – オーストリアの軍司令官
50. カール5世 - 神聖ローマ皇帝
51. シャルル5世 - ロレーヌ公
52. カール10世 – スウェーデン王
53. エカチェリーナ2世 - ロシア皇帝（女帝）
54. ヨハネス・ケプラー –  数学者、天文学者
55. フリードリヒ・クロプシュトック – 詩人
56. コンラート2世 - 神聖ローマ皇帝
57. ニコラウス・コペルニクス – トルンの律修司祭[3]、地動説を唱えた天文学者
58. ゴットフリート・ライプニッツ – 哲学者、数学者
59. ゴットホルト・エフライム・レッシング – 啓蒙思想の詩人
60. ユストゥス・フォン・リービッヒ – 化学者
61. パリス・グラーフ・フォン・ロドロン（ドイツ語版） – ザルツブルク大司教
62. ルートヴィヒ・ヴィルヘルム - バーデン＝バーデン辺境伯、オーストリアの軍司令官
63. ルートヴィヒ1世 – バイエルン王
64. マリア・テレジア – オーストリア女大公、ハンガリー女王、ボヘミア女王
65. マクシミリアン1世 - 神聖ローマ皇帝
66. マクシミリアン1世 – バイエルン選帝侯
67. ハンス・メムリンク – フランドルの画家
68. アントン・ラファエル・メングス – ボヘミアの画家
69. マウリッツ – ネーデルラント連邦共和国の陸軍元帥
70. モーリッツ – 軍人、戦略家
71. ユストゥス・メーザー – 歴史学者
72. ヴォルフガング・アマデウス・モーツァルト – オーストリアの作曲家
73. レギオモンタヌス – 天文学者、数学者
74. ヨハネス・フォン・ミュラー（英語版） – スイスの歴史家
75. ブルクハルト・クリストフ・フォン・ミュンニヒ – ドイツ出身のロシア陸軍元帥
76. アウグスト・フォン・グナイゼナウ – プロイセンの陸軍元帥
77. フルーエの聖ニコラス（英語版） – スイスの隠者、禁欲主義者、神秘主義者
78. オットー1世 - 神聖ローマ皇帝
79. パラケルスス – スイスの医師、錬金術師
80. ジャン・パウル – ユーモア作家
81. マックス・フォン・ペッテンコーファー – 化学者、衛生学者
82. ヴァルター・フォン・プレッテンベルク（英語版） – リヴォニア帯剣騎士団団長
83. ヨハネス・ロイヒリン – 哲学者、人文主義者
84. ヴィルヘルム・レントゲン – 医学者
85. ピーテル・パウル・ルーベンス – フランドルの画家
86. ルドルフ1世 – 神聖ローマ皇帝
87. ミヒール・デ・ロイテル – オランダ海軍司令官
88. ゲルハルト・フォン・シャルンホルスト – プロイセン将軍
89. フリードリヒ・シェリング – 哲学者
90. フリードリヒ・フォン・シラー - 詩人、シュトゥルム・ウント・ドラング
91. ヨハン・フィリップ・フォン・シェンボルン（英語版） – マインツ大司教・選帝侯
92. シュヴァルツェンベルク侯カール・フィリップ (シュヴァルツェンベルク侯)（英語版） – オーストリア元帥
93. フランツ・フォン・ジッキンゲン（英語版） – ラインラントとシュヴァーベンの騎士団長
94. フランス・スナイデルス - フランドルの画家
95. ハインリヒ・フリードリヒ・フォン・シュタイン – プロイセンの政治家
96. エルヴィン・フォン・シュタインバッハ（英語版） – ストラスブールのノートルダム大聖堂を設計した建築家
97. アーダルベルト・シュティフター – オーストリアの作家
98. ヨハネス・アヴェンティヌス（英語版） – バイエルンの歴史学者
99. フェルディナント3世 – 神聖ローマ皇帝。ヴェストファーレン条約を締結
100. マールテン・トロンプ – オランダ海軍提督
101. エギデウス・チューディ（英語版） – スイスの著作家
102. ペーター・フィッシャー（英語版） – 彫金師
103. アルブレヒト・フォン・ヴァレンシュタイン – 三十年戦争時のボヘミアの傭兵隊長
104. クリストフ・マルティン・ヴィーラント – 詩人
105. ヴィルヘルム (シャウムブルク＝リッペ伯)（英語版） – 七年戦争時の指揮官
106. ウィレム1世 – スペインからの独立を目指した八十年戦争時のオランダ側指導者
107. ウィリアム3世 – オランダ総督、イングランド王、スコットランド王、アイルランド王
108. ヨハン・ヨアヒム・ヴィンケルマン – 考古学者、美術史家
109. ニコラウス・フォン・ツィンツェンドルフ – モラヴィア兄弟団の監督、社会・宗教改革者

#### 後から追加された胸像（1847年以降）
追加された順に示す。
1. マルティン・ルター (1848) – 宗教改革の指導者、聖書をドイツ語に翻訳
2. ヨーゼフ・ラデツキー – ボヘミア出身の軍司令官
3. グレゴール・ヨハン・メンデル – 聖アウグスチノ修道会の修道僧、遺伝学の祖
4. ヴィルヘルム1世 (1898) – ドイツ皇帝
5. オットー・フォン・ビスマルク – 北ドイツ連邦首相、その後ドイツ帝国宰相
6. リヒャルト・ワーグナー (1913) – 歌劇の作曲家
7. ヨハン・ゼバスティアン・バッハ (1916) – 作曲家
8. フランツ・シューベルト (1928) – オーストリアのロマン派作曲家
9. アントン・ブルックナー (1937) – オーストリアの作曲家
10. マックス・レーガー (1948) – 作曲家、オルガン奏者
11. ヘルムート・カール・ベルンハルト・フォン・モルトケ – 元帥
12. リヒャルト・シュトラウス (1973) – 作曲家
13. カール・マリア・フォン・ウェーバー (1978) – 作曲家
14. アルベルト・アインシュタイン (1990) – 物理学者
15. テレジア・ゲルハルティンガー（ドイツ語版） (1998) – ノートルダム教育修道女会の創立者
16. コンラート・アデナウアー (1999) – 西ドイツの初代首相
17. ヨハネス・ブラームス (2000) - 作曲家
18. ゾフィー・ショル (2003) - ナチス・ドイツに非暴力で抵抗した女性[4]
19. カール・フリードリヒ・ガウス (2007) – 数学者、天文学者、物理学者
20. エーディト・シュタイン (2008) – 哲学者、聖人
21. ハインリヒ・ハイネ (2009) - 詩人